# Guaiacum
Guaiacum (también Guajacum) es un género de árboles y arbustos nativos de las regiones tropicales y subtropicales de América, conocidos como guayacos o guayacanes, de la  familia Zygophyllaceae. 
Son utilizados como ornamentales. Crecen lentamente, alcanzando los  20 m de altura, aunque usualmente no superan los 10. Producen una goma resinosa usada en ciertas preparaciones farmacéuticas para tratar  desde la tos hasta la artritis.[cita requerida]

## Usos
La madera de varias especies del género se utiliza en carpintería y construcción. Su uso ornamental en varios países es de importancia. Además de otras aplicaciones, la goma natural de esta madera se usaba para tratar la sífilis: Benvenuto Cellini registra tal uso en sus memorias. En homeopatía se usa en pacientes con enfermedades crónicas.

## Flores y árboles nacionales
Guaiacum officinale es la flor nacional de Jamaica, y Guaiacum sanctum es el árbol nacional de Bahamas.

## Taxonomía
El género fue descrito por Carlos Linneo y publicado en Species Plantarum 1: 381. 1753.
Etimología
Guaiacum: nombre genérico que tiene su origen en el lenguaje  maipureano, que es hablado por los Taínos de Las Bahamas; y que fue adoptado al inglés en 1533, como la primera palabra en esta lengua de origen americano.

## Especies
El género comprende 5 especies, todas las cuales se hallan amenazadas por extinción, en mayor o menor grado. 
- Guaiacum angustifolium
- Guaiacum coulteri
- Guaiacum officinale
- Guaiacum sanctum
- Guaiacum unijugum